# Juliane Greb
Juliane Greb (* 1985 in Düsseldorf) ist eine deutsche Architektin und Gastprofessorin.

## Werdegang
Juliane Greb studierte bis 2011 Architektur an der RWTH Aachen und an der Architektur- und Designhochschule Oslo. Anschließend arbeitete sie bei de Vylder Vinck Taillieu in Gent, bei Osar Architects in Antwerpen (2015–2017) und als Redakteurin bei ARCH+. 2015 gründete sie ein Architekturbüro in Gent, das sie seit 2017 mit Petter Krag leitet. Greb lehrte bei Paul Vermeulen an der TU Delft und als Internationale Gastprofessorin an der Peter Behrens School of Arts (2023). Aktuell lehrt sie an der Universität Antwerpen.
2023 kuratierte sie mit ARCH+, SUMMACUMFEMMER und Petter Krag den Deutschen Pavillon auf der 18. Architekturbiennale Venedig. Das Thema lautete Wegen Umbau geöffnet.

## Bauwerke
- 2007: Galerie, Molde
- 2017–2020: San Riemo, München mit SUMMACUMFEMMER[3]
- 2017–2020: Klubhaus, Köln mit Demo Working Group
- 2018–2021: VDK&Cube4 factory, Gent[4]

## Auszeichnungen und Preise
- 2008: Concrete Design Preis für ComfortCapsule Concrete
- 2022: BDA Preis Bayern für San Riemo, München[5]
- 2022: DAM Preis für San Riemo, München[6][7][8][9]
- 2022: Nike in der Kategorie Soziales Engagement für San Riemo, München
- 2023: Förderpreis des Landes Nordrhein-Westfalen in der Sparte Baukunst[10]